# Enric Cardona
Enric Cardona i Panella (ur. 1871, zm. 1966 w Barcelonie) – hiszpański działacz sportowy.
29 lipca 1923 został prezesem katalońskiego klubu piłkarskiego FC Barcelona. Jego poprzednikiem był Joan Gamper. Kilka miesięcy po objęciu stanowiska rozpoczęła się dyktatura José Antonio Primo de Rivery i Barça, jako klub faworyzujący kataloński nacjonalizm stał się prześladowany. Za jego kadencji FC Barcelona zdobyła mistrzostwo Katalonii z kompletem zwycięstw. Jednak porażka w półfinale Pucharu Króla z Real Unión (6:1) spowodowała konflikt pomiędzy zarządem a zawodnikami. Pomimo zażegnania sporów Cardona odszedł ze stanowiska 1 czerwca 1924. Jego następcą został Gamper.